# Українка (Серишевський район)
Українка — населений пункт в Серишевському районі Амурської області, адміністративний центр Української сільської ради. Розташований в 36 кілометрах від міста Свободний.
Неподалік від населеного пункту розташована авіабаза Українка, де дислокується командування 326-й важкої бомбардувальної авіаційної дивізії Військово-повітряних сил Росії. При авіабазі організований музей авіації.